# Премия имени А. Н. Бакулева
Премия имени А. Н. Бакулева — ежегодная премия, учрежденная в 1998 году Научным центром сердечно-сосудистой хирургии им. А. Н. Бакулева  совместно с международным фондом «Поколение» Андрея Скоча. Присуждается за особый личный вклад в развитие сердечно-сосудистой хирургии и смежных дисциплин. В СССР дипломами премии имени А. Н. Бакулева награждали дважды — в 1976 и 1980 году.

## История премии
Изначально премия была лишь стимулом для работников медицинского центра имени А. Н. Бакулева, но со временем премия стала вручаться лучшим специалистам во всей стране и стала знаком отличия специалиста, а некоторые называют её «хирургическим Оскаром поколения».
С 2008 года помимо медали и диплома лауреат премии получает и денежное вознаграждение.
С 2010 года премия имени А. Н. Бакулева стала международной. Первыми лауреатами-иностранцами стали коллеги из ближнего зарубежья — Украины и Литвы. А в 2011 году впервые этой премией был награждён специалист из США — профессор Института сердца из Техаса Дентон Артур Кули.
Премии объявляются и вручаются на ежегодных научных сессиях НЦССХ им. А. Н. Бакулева РАМН (середина мая).

## Лауреаты
| Год  | Специалист | Причина |
| ---- | --- | --- |
| 1998 | Бураковский, Владимир Иванович (посмертно) | За выдающиеся достижения в области сердечно-сосудистой хирургии |
| 1999 | Цукерман, Григорий Иосифович, Малашенков, Анатолий Иванович, Скопин, Иван Иванович | За выдающиеся достижения в области хирургического лечения приобретённых пороков сердца |
| 2000 | Доброва, Наталья Борисовна | За выдающиеся достижения в области создания и изучения различных протезов для восстановительных операций в сердечно-сосудистой хирургии                                                                            |
| 2000 | Шаноян, Сергей Аркадьевич | За выдающийся вклад в сердечно-сосудистую хирургию, выразившийся в создании новой службы переливания крови |
| 2000 | Юшкевич, Татьяна Игоревна | За выдающийся вклад в области патентно-лицензионной деятельности и организацию интеллектуальной поддержки сердечно-сосудистой хирургии                                                                             |
| 2001 | Голухова, Елена Зеликовна Иваницкий, Анатолий Владимирович Бузиашвили, Юрий Иосифович | За выдающийся вклад в развитие неинвазивной диагностики заболеваний сердца и сосудов |
| 2002 | Шевченко, Юрий Леонидович Покровский, Анатолий Владимирович Савельев, Виктор Сергеевич Константинов, Борис Алексеевич                                                                                            | За выдающийся личный вклад в развитие сердечно-сосудистой хирургии и новых научных направлений |
| 2003 | Петровский, Борис Васильевич | За создание школы кардиохирургии и беспрецедентный личный вклад в клиническую медицину |
| 2003 | Шумаков, Валерий Иванович | За создание нового направления — клинической трансплантологии |
| 2003 | Перельман, Михаил Израилевич | За основополагающие работы в торакальной хирургии, включая первые в стране операции на сердце |
| 2004 | Углов, Фёдор Григорьевич | За выдающийся личный вклад в становление и развитие грудной и сердечно-сосудистой хирургии |
| 2004 | Покровский, Валентин Иванович | За выдающийся вклад в развитие медицинской науки и содействие в реорганизации Института сердечно-сосудистой хирургии в одноименный Центр им. А. Н. Бакулева РАМН                                                   |
| 2004 | Барбараш, Леонид Семёнович | За создание современного кардиохирургического Центра и большой личный вклад в проблему биопротезирования |
| 2004 | Глянцев, Сергей Павлович | За организацию первого в России музея сердечно-сосудистой хирургии и большой личный вклад в исследование проблемы истории хирургии                                                                                 |
| 2005 | Караськов, Александр Михайлович | За выдающийся вклад в развитие сердечно-сосудистой хирургии в Сибирском регионе России |
| 2005 | Поляков, Виктор Петрович | За выдающийся личный вклад в развитие отечественной кардиохирургии |
| 2005 | Порханов, Владимир Алексеевич | За организацию современного кардиохирургического центра в городе Краснодаре |
| 2006 | Королёв, Борис Алексеевич | Одному из основоположников сердечно-сосудистой хирургии в РФ |
| 2006 | Исаков, Юрий Фёдорович | За выдающийся личный вклад в развитие детской хирургии |
| 2006 | Бунятян, Армен Артаваздович | За выдающийся личный вклад в развитие анестезиологии и реаниматологии |
| 2006 | Затевахин, Игорь Иванович | За выдающийся личный вклад в развитие сосудистой хирургии |
| 2007 | Малиновский, Николай Никодимович | За особые достижения в хирургии сердца |
| 2007 | Зорин, Александр Борисович | За большой личный вклад в сердечно-сосудистую хирургию |
| 2007 | Аверина, Татьяна Борисовна | За достижения в проведении искусственного кровообращения у новорожденных и грудных детей и обеспечение более 4000 перфузий в год в НЦССХ им. А. Н. Бакулева РАМН на протяжении нескольких лет                      |
| 2008 | Белобородова, Наталья Владимировна | За большой личный вклад в проблему диагностики и лечения инфекционно-септических осложнений у больных, оперированных на сердце и сосудах                                                                           |
| 2008 | Ковалёв Сергей Алексеевич | За создание современного кардиохирургического центра в г. Воронеже и рост объёмов лечебной помощи с высоким качеством (Воронеж)                                                                                    |
| 2008 | Миролюбов, Леонид Михайлович | За создание современного кардиохирургического отделения новорожденных и детей раннего возраста в г. Казани и рост объёмов лечебной помощи с высоким качеством (Казань)                                             |
| 2008 | Шипулин, Владимир Митрофанович | За большой личный вклад в сердечно-сосудистую хирургию (Томск) |
| 2009 | Кириенко, Александр Иванович | За выдающийся личный вклад в развитие флебологии |
| 2009 | Чиаурели, Михаил Рамазович | За большой вклад в развитие проблемы гемодинамической коррекции сложных врожденных пороков сердца |
| 2009 | Шабалкин, Борис Владимирович | За выдающийся личный вклад в развитие хирургии ишемической болезни сердца |
| 2010 | Бредикис, Юргис Юозович | За большой личный вклад в хирургическую аритмологию |
| 2010 | Кнышов, Геннадий Васильевич | За большой вклад в сердечно-сосудистую хирургию и многолетнее плодотворное сотрудничество с российскими коллегами                                                                                                  |
| 2010 | Фальковский, Георгий Эдуардович | За большой личный вклад в развитие хирургии ВПС т подготовку кадров |
| 2010 | Новикова, Светлана Петровна | За создание серии новых сосудистых протезов и внедрение в практику |
| 2011 | Кули Дентон А. (США) | Великому кардиохирургу современности, выполнившему вместе со своими коллегами более 100 тысяч операций на сердце                                                                                                   |
| 2011 | Алекси-Месхишвили, Владимир Владимирович (Германия) | За большой личный вклад в проблему врожденных пороков сердца |
| 2011 | Шаталов, Константин Валентинович | За большой личный вклад в организацию и проведение программы трансплантации сердца и вспомогательного кровообращения, вклачая полностью имплантируемое искусственное сердце                                        |
| 2011 | Бусленко, Нина Степановна | За большой личный вклад в кардиологию, за верность НЦССХ им. А. Н. Бакулева РАМН |
| 2011 | Горбачевский, Сергей Валерьевич | За научный вклад в решение проблемы лёгочной гипертензии |
| 2011 | Давыдов, Михаил Иванович | За выдающиеся достижения в онкологии и новаторские работы в лечении интерактивной (с сердечно-сосудистой) патологии                                                                                                |
| 2011 | Дедов, Иван Иванович | За выдающиеся достижения в эндокринологии и новаторские работы в лечении интерактивной (с сердечно-сосудистой) патологии                                                                                           |
| 2011 | Ступаков, Игорь Николаевич | За большой личный вклад в решение современных проблем сердечно-сосудистой хирургии |
| 2011 | Дор Винсент (Монако) | За выдающийся вклад в кардиохирургию, за создание нового метода хирургического лечения критической сердечной недостаточности                                                                                       |
| 2011 | Жатене Адиб (Бразилия) | За выдающийся вклад в кардиохирургию, за создание нового метода лечения транспозиции крупных сосудов у новорожденных                                                                                               |
| 2011 | Карпантье Алан (Франция) | За выдающийся вклад в кардиохирургию, за создание нового направления в хирургии клапанной патологии |
| 2011 | Читвуд Рэндольф (США) | За выдающийся вклад в кардиохирургию, за новые методы миниинвазивных пособий, включая использование роботов |
| 2012 | Хубутия, Могели Шалвович | За большой личный вклад в развитие проблемы трансплантации сердца |
| 2012 | Мовсесян, Рубен Рудольфович | За успешное решение проблемы хирургического лечения сложных врожденных пороков сердца в неонатальном и раннем детском возрасте                                                                                     |
| 2012 | Гудкова, Раиса Георгиевна | За серию ежегодных справочников по сердечно-сосудистой хирургии, начиная с 1996 года — основного источника по проблеме                                                                                             |
| 2012 | Горбатых, Юрий Николаевич | За большой личный вклад в решение проблемы хирургического лечения сложных врожденных пороков сердца в Сибирском регионе России                                                                                     |
| 2012 | Hein Wellens (Нидерланды) | За выдающийся вклад в клиническую электрофизиологию и развитие программируемой электрической стимуляции сердца для распознания механизмов нарушений сердечного ритма и их клиническую реализацию                   |
| 2012 | Fontan Francis (Франция) | За выдающийся вклад в кардиохирургию |
| 2012 | Magdi Yacoub (Великобритания) | За выдающиеся достижения в сердечно-сосудистой хирургию |
| 2013 | Аракелян, Валерий Сергеевич | За большой личный вклад в развитие хирургии аорты |
| 2013 | Дарвиш, Нидал Ахмедович | За большой личный вклад в развитие проблемы хирургического лечения нарушений мозгового кровообращения |
| 2013 | Плотникова, Людмила Рафаэлевна | За разработку и внедрение в клиническую практику классификации лёгочной гипертензии при врождённых пороках сердца                                                                                                  |
| 2013 | Пурсанов, Манолис Георгиевич | За большой личный вклад в развитие эндоваскулярных методов диагностики и лечения у новорожденных и грудных детей                                                                                                   |
| 2013 | Самуилова, Дания Шавкетовна | За фундаментальные и клинические исследования по реологии крови и внедрение новых методов диагностики в клиническую практику                                                                                       |
| 2013 | Турина, Марко (Швейцария) | За выдающийся вклад в развитие сердечно-сосудистой хирургии, за обучающие курсы по кардиохирургии в Российской Федерации                                                                                           |
| 2013 | Shinichi Takamoto (Япония) | За выдающийся вклад в развитие сердечно-сосудистой хирургии |
| 2013 | Серов, Роман Андреевич | За большой личный вклад в учение о болезнях сердца и сосудов, за монографию «Морфология опухолей сердца» |
| 2014 | Сано Сундзи (Япония) | За разработку и внедрение в практику детской кардиохирургии новых операций при критических пороках сердца |
| 2014 | Подзолков, Владимир Петрович, Юрлов, Иван Александрович, Зеленикин, Михаил Михайлович, Ковалёв, Дмитрий Викторович                                                                                               | За разработку и внедрение в клиническую практику новых подходов в лечении сложных врожденных пророков сердца методом гемодинамической коррекции                                                                    |
| 2014 | Деревянко, Евгений Петрович, Екаева, Ирина Викторовна, Мухортова, Ольга Валентиновна, Шурупова, Ирина Владимировна                                                                                               | За создание новых фармакологических препаратов для позитронно-эмиссионной томографии и повышение эффективности диагностики сердечно-сосудистых и других жизнеугрожающих заболеваний                                |
| 2014 | Никонов С. Ф., Филиппов О. В., Смирнов И. С., Гринева Н. В., Голубев В. И., Муравинский А. С. | За информационное обеспечение развития ФГБНУ «НЦССХ им. А. Н. Бакулева» |
| 2015 | Володось, Николай Леонтьевич | За первое в мировой практике создание и использование в клинике стент-графта при лечении аневризмы грудной аорты                                                                                                   |
| 2015 | Добротин, Сергей Святославович | За большой личный вклад в развитие сердечно-сосудистой хирургии, с периода её становления и до наших дней в г. Нижний Новгород                                                                                     |
| 2015 | Гордеев, Сергей Леонидович, Лобачёва, Галина Васильевна, Мумладзе, Коба Важаевич, Никитин, Евгений Станиславович, Хабаров, Алексей Eвгениевич, Ярустовский, Михаил Борисович (Москва)                            | За организацию и послеоперационное лечение в отделениях реанимации более пяти тысяч больных различных возрастных категорий, включая новорожденных и октогерианцев, оперированных на открытом сердце в одном центре |
| 2015 | Бабушкина, Галина Михайловна, Бычкова, Елена Сергеевна, Двукраева, Галина Васильевна, Дмитрикова, Ольга Александровна, Михеичева, Ольга Леонидовна, Мокульская, Анна Геннадьевна, Юрлова, Елена Юрьевна (Москва) | За верность профессии, высочайший профессионализм и подготовку кадров |
| 2015 | Gerald Buckberg (USA) | За разработку новых подходов к раскрытию механизмов сокращения сердца и защиты миокарда |
| 2015 | Hartzell V. Schaff (USA) | За большой личный вклад в развитие актуальных проблем кардиохирургии у детей и взрослых |